# Kim Heung-su
Kim Heung-su, zapisywany również jako Kim Heung-soo (kor. 김흥수, ur. 4 października 1980) – południowokoreański skoczek narciarski. Olimpijczyk (1998). Srebrny medalista konkursu drużynowego Zimowej Uniwersjady 2001, trzykrotny uczestnik tej imprezy (1999, 2001 i 2003). Także trzykrotnie brał udział w mistrzostwach świata juniorów (1996, 1997 i 1998). Po zakończeniu kariery trener skoków narciarskich i działacz sportowy. W latach 2007–2012 prowadził reprezentację Korei Południowej w tej dyscyplinie sportu, a w 2020 powrócił do tej roli.

## Życiorys
Jego ojciec pracował w ośrodkach narciarskich, a pochodzący z Muju Kim Heung-su zaczął trenować skoki narciarskie po otwarciu na początku lat 90. XX wieku pierwszego w Korei Południowej kompleksu skoczni narciarskich – Muju Resort. W sierpniu 1994 w Garmisch-Partenkirchen wziął udział w nieoficjalnych letnich mistrzostwach świata dzieci, zajmując lokaty w drugiej dziesiątce zarówno indywidualnie (kategoria do lat 14), jak i drużynowo.
W oficjalnych zawodach międzynarodowych rozgrywanych pod egidą FIS zadebiutował na przełomie stycznia i lutego 1996, biorąc udział w organizowanych przez włoskie Asiago i Gallio mistrzostwach świata juniorów – indywidualnie był 41. (ex aequo z Kazachem Stanisławem Filimonowem oraz Rosjanami Maksimem Cubiną i Aleksandrem Wołkowem), a drużynowo 13. (w rywalizacji zespołowej uzyskał najlepszy rezultat indywidualny w koreańskiej drużynie, która wówczas po raz pierwszy w historii wystartowała w konkursie drużynowym w oficjalnych zawodach międzynarodowych organizowanych pod egidą FIS). W imprezie tej rangi brał udział jeszcze dwukrotnie – rok później był 23. indywidualnie i 11. drużynowo, a w 1998 w rywalizacji indywidualnej zajął 45. lokatę, a w zmaganiach zespołowych 9. pozycję.
W sierpniu 1996 po raz pierwszy wziął udział w zawodach Pucharu Kontynentalnego – w Courchevel odpadł w kwalifikacjach, a w Zakopanem był 33. (do czołowej „30” zabrakło mu wówczas 3 punktów). 33. lokata osiągnięta w Polsce była jego najlepszym wynikiem indywidualnym w tym cyklu, powtórzył ją jeszcze we wrześniu 1997 w Oberhofie (w Niemczech w 1. serii uzyskał 27. odległość w stawce, jednak w 2. skoku wylądował 11,5 metra bliżej). W latach 1996–2002 w sumie 31 razy przystępował do rywalizacji indywidualnej w zawodach tej rangi, 14 razy odpadając w kwalifikacjach i ani razu nie punktując. Raz, w sierpniu 2002, w ramach letniej edycji cyklu, wziął udział w konkursie drużynowym, w którym Koreańczycy zajęli 12. lokatę. Ponadto w 1997 dwukrotnie wystartował w konkursach Alpen Cupu, zajmując lokaty na przełomie czwartej i piątej dziesiątki.
W sierpniu 1997 zadebiutował w zawodach najwyższej rangi, biorąc udział w zawodach Letniego Grand Prix – w Predazzo odpadł w kwalifikacjach, a w Stams był 46. W zawodach tego cyklu brał także udział w kolejnych dwóch latach, startując w konkursach rozgrywanych w Japonii – w 1998 w Hakubie był 49. i 39. indywidualnie oraz 11. drużynowo, a w 1999 11. drużynowo w Hakubie i 52. indywidualnie w Sapporo.
W lutym 1998 wystartował w Zimowych Igrzyskach Olimpijskich 1998. Był to pierwszy w historii reprezentacji Korei Południowej w skokach narciarskich udział w igrzyskach olimpijskich. Kim Heung-su indywidualnie był 61. na skoczni normalnej (wyprzedził tylko Krystiana Długopolskiego) i 62. na obiekcie dużym (ostatnia lokata), a drużynowo Koreańczycy zajęli ostatnią, 13. pozycję.
Trzykrotnie uczestniczył w zimowej uniwersjadzie – w 1999 był 16. indywidualnie zarówno na skoczni normalnej, jak i obiekcie dużym, w 2001 indywidualnie był 21. (skocznia normalna) i 26. (skocznia duża) oraz drużynowo sięgnął z Koreańczykami po srebrny medal, a w 2003 w zmaganiach indywidualnych dwukrotnie uplasował się na 35. lokacie, jednak nie znalazł się w koreańskim zespole na konkurs drużynowy, w którym reprezentacja Korei Południowej triumfowała.
Start na zimowej uniwersjadzie w styczniu 2003 był jego ostatnim w oficjalnych zawodach międzynarodowych rozgrywanych pod egidą FIS. Wkrótce później otrzymał jeszcze powołanie do pięcioosobowej kadry koreańskiej na Zimowe Igrzyska Azjatyckie 2003, jednak po treningach został uznany za najsłabszego w zespole i nie znalazł się w składzie na żaden z konkursów. Koreańska reprezentacja podczas tej imprezy zwyciężyła w konkursie drużynowym, dzięki czemu czterech członków tego zespołu otrzymało zwolnienie z odbywania obowiązkowej służby wojskowej. Kim Heung-su, jako sportowiec, który nie znalazł się w składzie na konkurs drużynowy, takiego uprawnienia nie otrzymał i wkrótce później został wcielony do koreańskiej marynarki wojennej.
Po odbyciu obowiązkowej służby wojskowej ponownie związał się ze skokami narciarskimi, zostając trenerem tej dyscypliny sportu. W 2006 w tej roli pojechał na Zimowe Igrzyska Olimpijskie 2006. Latem 2007 zastąpił w funkcji pierwszego szkoleniowca południowokoreańskiej kadry skoczków Jochena Danneberga, który opuścił ją ze względów finansowych. Kim Heung-su zrezygnował z dalszego pełnienia tej funkcji w 2012, a zastąpił go Wolfgang Hartmann.
Następnie został menedżerem sportowym kompleksu Alpensia Jumping Park w Pjongczangu, pełnił również tę rolę w POCOG (Komitet Organizacyjny Zimowych Igrzysk Olimpijskich 2018 i Zimowych Igrzysk Paraolimpijskich 2018), a podczas zmagań olimpijskich w 2018 był szefem zawodów.
Po sezonie 2019/2020 powrócił do pracy w roli głównego trenera południowokoreańskiej reprezentacji (jego poprzednikiem był Kang Chil-ku).

## Igrzyska olimpijskie

### Indywidualnie
| 1998 Nagano/Hakuba | – | 61. miejsce (K-90), 62. miejsce (K-120) |

### Drużynowo
| 1998 Nagano/Hakuba | – | 13. miejsce |

### Starty Kima Heung-su na igrzyskach olimpijskich – szczegółowo
| Miejsce | Dzień     | Rok  | Miejscowość | Skocznia   | Punkt K | Konkurs  | Skok 1 | Skok 2 | Nota                  | Strata    | Zwycięzca        |
| ------- | --------- | ---- | ----------- | ---------- | ------- | -------- | ------ | ------ | --------------------- | --------- | ---------------- |
| 61.     | 11 lutego | 1998 | Hakuba      | Olimpijska | K-90    | indywid. | 64,5 m | –      | 59,5 pkt              | 175,0 pkt | Jani Soininen    |
| 62.     | 15 lutego | 1998 | Hakuba      | Olimpijska | K-120   | indywid. | 70,5 m | –      | 9,9 pkt               | 262,4 pkt | Kazuyoshi Funaki |
| 13.     | 17 lutego | 1998 | Hakuba      | Olimpijska | K-120   | druż.    | 89,5 m | 85,0 m | 373,8 pkt (103,1 pkt) | 559,2 pkt | Japonia          |

## Mistrzostwa świata juniorów

### Indywidualnie
| 1996 Asiago/Gallio   | – | 41. miejsce |
| 1997 Canmore/Calgary | – | 23. miejsce |
| 1998 Sankt Moritz    | – | 45. miejsce |

### Drużynowo
| 1996 Asiago/Gallio   | – | 13. miejsce |
| 1997 Canmore/Calgary | – | 11. miejsce |
| 1998 Sankt Moritz    | – | 9. miejsce  |

### Starty Kima Heung-su na mistrzostwach świata juniorów – szczegółowo
| Miejsce | Dzień       | Rok  | Miejscowość  | Skocznia               | Punkt K | Konkurs  | Skok 1 | Skok 2 | Nota                  | Strata    | Zwycięzca       |
| ------- | ----------- | ---- | ------------ | ---------------------- | ------- | -------- | ------ | ------ | --------------------- | --------- | --------------- |
| 41.     | 30 stycznia | 1996 | Gallio       | Trampolino di Pakstall | K-95    | indywid. | 83,0 m | 82,0 m | 168,5 pkt             | 98,0 pkt  | Michael Uhrmann |
| 13.     | 1 lutego    | 1996 | Gallio       | Trampolino di Pakstall | K-95    | druż.    | 86,0 m | 87,0 m | 649,0 pkt (186,5 pkt) | 212,5 pkt | Niemcy          |
| 11.     | 12 lutego   | 1997 | Calgary      | Alberta Ski Jump Area  | K-89    | druż.    | 65,0 m | 71,5 m | 581,0 pkt (133,5 pkt) | 239,0 pkt | Słowenia        |
| 23.     | 15 lutego   | 1997 | Calgary      | Alberta Ski Jump Area  | K-89    | indywid. | 81,5 m | 79,0 m | 193,0 pkt             | 52,0 pkt  | Wilhelm Brenna  |
| 9.      | 22 stycznia | 1998 | Sankt Moritz | Olympiaschanze         | K-95    | druż.    | 78,5 m | 83,0 m | 670,0 pkt (167,5 pkt) | 117,5 pkt | Niemcy          |
| 45.     | 24 stycznia | 1998 | Sankt Moritz | Olympiaschanze         | K-95    | indywid. | 75,5 m | 73,0 m | 136,5 pkt             | 95,0 pkt  | Wolfgang Loitzl |

## Uniwersjada

### Indywidualnie
| 1999 Poprad/Szczyrbskie Jezioro | – | 16. miejsce (K-90), 16. miejsce (K-120) |
| 2001 Zakopane                   | – | 21. miejsce (K-85), 26. miejsce (K-125) |
| 2003 Tarvisio/ Bischofshofen    | – | 35. miejsce (K-90), 35. miejsce (K-120) |

### Drużynowo
| 2001 Zakopane | – | srebrny medal |

### Starty Kima Heung-su na uniwersjadzie – szczegółowo
| Miejsce | Dzień       | Rok  | Miejscowość         | Skocznia                   | Punkt K | Konkurs  | Skok 1      | Skok 2      | Nota                  | Strata      | Zwycięzca                        |
| ------- | ----------- | ---- | ------------------- | -------------------------- | ------- | -------- | ----------- | ----------- | --------------------- | ----------- | -------------------------------- |
| 16.     | 24 lutego   | 1999 | Szczyrbskie Jezioro | MS 1970 B                  | K-90    | indywid. | brak danych | brak danych | brak danych           | brak danych | Fabian Ebenhoch i Łukasz Kruczek |
| 16.     | 25 lutego   | 1999 | Szczyrbskie Jezioro | MS 1970 A                  | K-120   | indywid. | brak danych | brak danych | 51,7 pkt              | 73,6 pkt    | Siarhiej Babrou                  |
| 21.     | 9 lutego    | 2001 | Zakopane            | Średnia Krokiew            | K-85    | indywid. | 80,5 m      | 81,5 m      | 204,5 pkt             | 44,5 pkt    | Łukasz Kruczek                   |
| 2.      | 10 lutego   | 2001 | Zakopane            | Średnia Krokiew            | K-85    | druż.    | 78,5 m      | 82,0 m      | 880,5 pkt (204,0 pkt) | 4,0 pkt     | Słowenia                         |
| 26.     | 13 lutego   | 2001 | Zakopane            | Wielka Krokiew             | K-125   | indywid. | 103,5 m     | 81,5 m      | 120,5 pkt             | 78,1 pkt    | Łukasz Kruczek                   |
| 35.     | 17 stycznia | 2003 | Tarvisio            | Trampolino Fratelli Nogara | K-90    | indywid. | 79,5 m      | 74,5 m      | 162,5 pkt             | 82,5 pkt    | Kang Chil-ku                     |
| 35.     | 22 stycznia | 2003 | Bischofshofen       | im. Paula Ausserleitnera   | K-120   | indywid. | 81,5 m      | 71,0 m      | 42,0 pkt              | 198,0 pkt   | Jernej Damjan                    |

## Letnie Grand Prix

### Miejsca w poszczególnych konkursach indywidualnychLGP
| Źródło | Źródło          | Źródło           | Źródło           | Źródło       | Źródło      | Źródło | Źródło | Źródło | Źródło | Źródło | Źródło | Źródło | Źródło | Źródło | Źródło | Źródło | Źródło | Źródło | Źródło | Źródło | Źródło | Źródło | Źródło | Źródło | Źródło | Źródło |
| --- | --------------- | ---------------- | ---------------- | ------------ | ----------- | ------ | ------ | ------ | ------ | ------ | ------ | ------ | ------ | ------ | ------ | ------ | ------ | ------ | ------ | ------ | ------ | ------ | ------ | ------ | ------ | ------ |
| 1997 |                 |                  |                  |              |             |        |        |        |        |        |        |        |        |        |        |        |        |        |        |        |        |        |        |        |        |        |
| Courchevel K120 | Trondheim K120  | Hinterzarten K90 | Predazzo K120    | Stams K105   | punkty      | punkty | punkty | punkty | punkty | punkty | punkty | punkty | punkty |        |        |        |        |        |        |        |        |        |        |        |        |        |
| - | -               | -                | q                | 46           | 0           | 0      | 0      | 0      | 0      | 0      | 0      | 0      | 0      |        |        |        |        |        |        |        |        |        |        |        |        |        |
| 1998 |                 |                  |                  |              |             |        |        |        |        |        |        |        |        |        |        |        |        |        |        |        |        |        |        |        |        |        |
| Stams K105 | Predazzo K120   | Courchevel K120  | Hinterzarten K90 | Hakuba K120  | Hakuba K120 | punkty |        |        |        |        |        |        |        |        |        |        |        |        |        |        |        |        |        |        |        |        |
| - | -               | -                | -                | 49           | 39          | 0      |        |        |        |        |        |        |        |        |        |        |        |        |        |        |        |        |        |        |        |        |
| 1999 |                 |                  |                  |              |             |        |        |        |        |        |        |        |        |        |        |        |        |        |        |        |        |        |        |        |        |        |
| Hinterzarten K95 | Courchevel K120 | Stams K105       | Hakuba K120      | Sapporo K120 | punkty      | punkty | punkty | punkty | punkty | punkty | punkty | punkty | punkty |        |        |        |        |        |        |        |        |        |        |        |        |        |
| - | -               | -                | ?                | 52           | 0           | 0      | 0      | 0      | 0      | 0      | 0      | 0      | 0      |        |        |        |        |        |        |        |        |        |        |        |        |        |
| Legenda |                 |                  |                  |              |             |        |        |        |        |        |        |        |        |        |        |        |        |        |        |        |        |        |        |        |        |        |
| 1 2 3 4-10 11-30 poniżej 30 dq – dyskwalifikacja q – zawodnik nie zakwalifikował się - – zawodnik nie wystartował ? – brak startu lub nie zakwalifikował się |                 |                  |                  |              |             |        |        |        |        |        |        |        |        |        |        |        |        |        |        |        |        |        |        |        |        |        |

## Puchar Kontynentalny

### Miejsca w poszczególnych konkursach Pucharu Kontynentalnego
| Sezon 1996/1997                                                               |          |                        |            |                        |                        |            |              |             |               |           |              |             |             |            |                |                |              |           |         |         |                        |                        |               |               |           |          |            |            |               |               |               |               |            |            |           |           |              |              |           |                  |            |           |           |        |            |            |           |           |           |        |        |        |        |        |        |        |        |        |        |        |        |        |        |        |        |        |        |        |        |        |        |        |        |        |        |        |        |        |        |        |        |        |        |        |        |        |        |        |        |
| Courchevel                                                                    | Zakopane | Frenštát pod Radhoštěm | Hakuba     | Hakuba                 | Muju                   | Muju       | Chaux-Neuve  | Chaux-Neuve | Brotterode    | Lauscha   | Sankt Moritz | Lake Placid | Lake Placid | Ramsau     | Villach        | Planica        | Sapporo      | Sapporo   | Sapporo | Oberhof | Oberhof                | Szczyrbskie Jezioro    | Zakopane      | Reit im Winkl | Westby    | Westby   | Saalfelden | Ruhpolding | Iron Mountain | Iron Mountain | Ishpeming     | Ishpeming     | Sapporo    | Braunlage  | Braunlage | Zaō       | Zaō          | Vikersund    | Vikersund | Courchevel       | Courchevel | Harrachov | Harrachov | Ruka   | Rovaniemi  | punkty     | punkty    | punkty    | punkty    | punkty | punkty | punkty | punkty | punkty | punkty | punkty | punkty | punkty | punkty | punkty | punkty | punkty | punkty | punkty | punkty | punkty | punkty | punkty | punkty | punkty | punkty | punkty | punkty | punkty | punkty | punkty | punkty | punkty | punkty | punkty | punkty | punkty | punkty | punkty | punkty |        |        |        |        |
| q                                                                             | 33       | -                      | -          | -                      | -                      | -          | -            | -           | -             | -         | q            | -           | -           | -          | -              | -              | -            | -         | -       | -       | -                      | -                      | -             | -             | -         | -        | -          | -          | -             | -             | -             | -             | 48         | -          | -         | 38        | 36           | -            | -         | -                | -          | -         | -         | -      | -          | 0          | 0         | 0         | 0         | 0      | 0      | 0      | 0      | 0      | 0      | 0      | 0      | 0      | 0      | 0      | 0      | 0      | 0      | 0      | 0      | 0      | 0      | 0      | 0      | 0      | 0      | 0      | 0      | 0      | 0      | 0      | 0      | 0      | 0      | 0      | 0      | 0      | 0      | 0      | 0      |        |        |        |        |
| Sezon 1997/1998                                                               |          |                        |            |                        |                        |            |              |             |               |           |              |             |             |            |                |                |              |           |         |         |                        |                        |               |               |           |          |            |            |               |               |               |               |            |            |           |           |              |              |           |                  |            |           |           |        |            |            |           |           |           |        |        |        |        |        |        |        |        |        |        |        |        |        |        |        |        |        |        |        |        |        |        |        |        |        |        |        |        |        |        |        |        |        |        |        |        |        |        |        |        |
| Velenje                                                                       | Rælingen | Zakopane               | Zakopane   | Frenštát pod Radhoštěm | Frenštát pod Radhoštěm | Oberhof    | Oberhof      | Hakuba      | Hakuba        | Chamonix  | Chamonix     | Lahti       | Lahti       | Lahti      | Oberwiesenthal | Oberwiesenthal | Sankt Moritz | Sapporo   | Sapporo | Sapporo | Garmisch-Partenkirchen | Garmisch-Partenkirchen | Liberec       | Liberec       | Villach   | Westby   | Westby     | Planica    | Planica       | Reit im Winkl | Iron Mountain | Iron Mountain | Saalfelden | Ruhpolding | Oslo      | Willingen | Willingen    | Ishpeming    | Ishpeming | Schönwald        | Schönwald  | Sapporo   | Zaō       | Zaō    | Courchevel | Courchevel | Rovaniemi | Ruka      | Ruka      | punkty | punkty | punkty | punkty | punkty | punkty | punkty | punkty | punkty | punkty | punkty | punkty | punkty | punkty | punkty | punkty | punkty | punkty | punkty | punkty | punkty | punkty | punkty | punkty | punkty | punkty | punkty | punkty | punkty | punkty | punkty | punkty | punkty | punkty | punkty | punkty | punkty | punkty | punkty | punkty |
| q                                                                             | -        | 45                     | 44         | q                      | 43                     | 33         | 44           | -           | -             | q         | q            | -           | -           | -          | -              | -              | q            | -         | -       | -       | -                      | -                      | -             | -             | -         | -        | -          | -          | -             | -             | -             | -             | -          | -          | -         | -         | -            | -            | -         | -                | -          | -         | -         | -      | -          | -          | -         | -         | -         | 0      | 0      | 0      | 0      | 0      | 0      | 0      | 0      | 0      | 0      | 0      | 0      | 0      | 0      | 0      | 0      | 0      | 0      | 0      | 0      | 0      | 0      | 0      | 0      | 0      | 0      | 0      | 0      | 0      | 0      | 0      | 0      | 0      | 0      | 0      | 0      | 0      | 0      | 0      | 0      |
| Sezon 1999/2000                                                               |          |                        |            |                        |                        |            |              |             |               |           |              |             |             |            |                |                |              |           |         |         |                        |                        |               |               |           |          |            |            |               |               |               |               |            |            |           |           |              |              |           |                  |            |           |           |        |            |            |           |           |           |        |        |        |        |        |        |        |        |        |        |        |        |        |        |        |        |        |        |        |        |        |        |        |        |        |        |        |        |        |        |        |        |        |        |        |        |        |        |        |        |
| Velenje                                                                       | Velenje  | Villach                | Villach    | Oberstdorf             | Zakopane               | Zakopane   | Rælingen     | Hakuba      | Hakuba        | Trondheim | Trondheim    | Kuopio      | Lahti       | Lahti      | Innsbruck      | Engelberg      | Gallio       | Gallio    | Sapporo | Sapporo | Sapporo                | Brotterode             | Lauscha       | Braunlage     | Braunlage | Hakuba   | Hakuba     | Courchevel | Courchevel    | Berchtesgaden | Saalfelden    | Mislinja      | Westby     | Westby     | Planica   | Planica   | Ishpeming    | Ishpeming    | Schönwald | Titisee-Neustadt | Eisenerz   | Eisenerz  | Zaō       | Zaō    | Våler      | Våler      | Harrachov | Harrachov | Rovaniemi | Ruka   | punkty |        |        |        |        |        |        |        |        |        |        |        |        |        |        |        |        |        |        |        |        |        |        |        |        |        |        |        |        |        |        |        |        |        |        |        |        |        |        |
| -                                                                             | -        | -                      | -          | -                      | -                      | -          | -            | -           | -             | -         | -            | -           | -           | -          | 50             | -              | -            | -         | -       | -       | -                      | q                      | q             | q             | 42        | -        | -          | -          | -             | -             | -             | -             | -          | -          | -         | -         | -            | -            | -         | -                | -          | -         | 50        | 43     | -          | -          | -         | -         | -         | -      | 0      |        |        |        |        |        |        |        |        |        |        |        |        |        |        |        |        |        |        |        |        |        |        |        |        |        |        |        |        |        |        |        |        |        |        |        |        |        |        |
| Sezon 2000/2001                                                               |          |                        |            |                        |                        |            |              |             |               |           |              |             |             |            |                |                |              |           |         |         |                        |                        |               |               |           |          |            |            |               |               |               |               |            |            |           |           |              |              |           |                  |            |           |           |        |            |            |           |           |           |        |        |        |        |        |        |        |        |        |        |        |        |        |        |        |        |        |        |        |        |        |        |        |        |        |        |        |        |        |        |        |        |        |        |        |        |        |        |        |        |
| Velenje                                                                       | Velenje  | Villach                | Oberstdorf | Rælingen               | Rælingen               | Winterberg | Sankt Moritz | Innsbruck   | Bischofshofen | Sapporo   | Sapporo      | Sapporo     | Brotterode  | Brotterode | Lauscha        | Lauscha        | Ramsau       | Schönwald | Westby  | Westby  | Titisee-Neustadt       | Planica                | Iron Mountain | Iron Mountain | Ishpeming | Chamonix | Chamonix   | Zakopane   | Zakopane      | Vikersund     | Vikersund     | Harrachov     | Harrachov  | Våler      | Zaō       | Zaō       | Örnsköldsvik | Örnsköldsvik | Hede      | punkty           | punkty     | punkty    | punkty    | punkty | punkty     | punkty     | punkty    | punkty    | punkty    | punkty | punkty | punkty | punkty | punkty | punkty | punkty | punkty | punkty | punkty | punkty | punkty | punkty | punkty | punkty | punkty | punkty | punkty | punkty | punkty | punkty | punkty | punkty | punkty | punkty | punkty | punkty | punkty | punkty | punkty |        |        |        |        |        |        |        |        |        |        |
| -                                                                             | -        | -                      | -          | -                      | -                      | -          | q            | -           | q             | -         | -            | -           | q           | q          | 73             | 50             | -            | -         | -       | -       | -                      | -                      | -             | -             | -         | -        | -          | -          | -             | -             | -             | -             | -          | -          | 42        | 41        | -            | -            | -         | 0                | 0          | 0         | 0         | 0      | 0          | 0          | 0         | 0         | 0         | 0      | 0      | 0      | 0      | 0      | 0      | 0      | 0      | 0      | 0      | 0      | 0      | 0      | 0      | 0      | 0      | 0      | 0      | 0      | 0      | 0      | 0      | 0      | 0      | 0      | 0      | 0      | 0      | 0      | 0      |        |        |        |        |        |        |        |        |        |        |
| Legenda                                                                       |          |                        |            |                        |                        |            |              |             |               |           |              |             |             |            |                |                |              |           |         |         |                        |                        |               |               |           |          |            |            |               |               |               |               |            |            |           |           |              |              |           |                  |            |           |           |        |            |            |           |           |           |        |        |        |        |        |        |        |        |        |        |        |        |        |        |        |        |        |        |        |        |        |        |        |        |        |        |        |        |        |        |        |        |        |        |        |        |        |        |        |        |
| 1 2 3 4-10 11-30 poniżej 30 dq – dyskwalifikacja - – zawodnik nie wystartował |          |                        |            |                        |                        |            |              |             |               |           |              |             |             |            |                |                |              |           |         |         |                        |                        |               |               |           |          |            |            |               |               |               |               |            |            |           |           |              |              |           |                  |            |           |           |        |            |            |           |           |           |        |        |        |        |        |        |        |        |        |        |        |        |        |        |        |        |        |        |        |        |        |        |        |        |        |        |        |        |        |        |        |        |        |        |        |        |        |        |        |        |

## Letni Puchar Kontynentalny

### Miejsca w poszczególnych konkursachLetniego Pucharu Kontynentalnego
| Źródło                                                                        | Źródło  | Źródło     | Źródło   | Źródło   | Źródło | Źródło  | Źródło  | Źródło    | Źródło    | Źródło | Źródło | Źródło | Źródło | Źródło | Źródło | Źródło | Źródło | Źródło | Źródło | Źródło | Źródło | Źródło | Źródło | Źródło | Źródło | Źródło |
| ----------------------------------------------------------------------------- | ------- | ---------- | -------- | -------- | ------ | ------- | ------- | --------- | --------- | ------ | ------ | ------ | ------ | ------ | ------ | ------ | ------ | ------ | ------ | ------ | ------ | ------ | ------ | ------ | ------ | ------ |
| 2002                                                                          |         |            |          |          |        |         |         |           |           |        |        |        |        |        |        |        |        |        |        |        |        |        |        |        |        |        |
| Velenje                                                                       | Velenje | Oberstdorf | Rælingen | Rælingen | Falun  | Calgary | Calgary | Park City | Park City | punkty |        |        |        |        |        |        |        |        |        |        |        |        |        |        |        |        |
| -                                                                             | -       | 63         | -        | -        | -      | -       | -       | -         | -         | 0      |        |        |        |        |        |        |        |        |        |        |        |        |        |        |        |        |
| Legenda                                                                       |         |            |          |          |        |         |         |           |           |        |        |        |        |        |        |        |        |        |        |        |        |        |        |        |        |        |
| 1 2 3 4-10 11-30 poniżej 30 dq – dyskwalifikacja - − zawodnik nie wystartował |         |            |          |          |        |         |         |           |           |        |        |        |        |        |        |        |        |        |        |        |        |        |        |        |        |        |